# Lliga Nord
La Lliga Nord (en italià Lega Nord) és un partit polític italià d'extrema dreta. Nascut a partir de diversos moviments regionalistes de la Itàlia septentrional, des del 1996 fins a mitjans de la dècada del 2010 defensà la secessió de les regions septentrionals d'Itàlia, que el partit anomena «Padània».
Actualment es proposa el projecte d'un estat federal (federalisme fiscal) i de la transferència a les regions d'Itàlia d'algunes competències encara exercides per l'estat. També es proposa augmentar el pes específic de les regions del nord d'Itàlia.
És un partit amb estrets vincles amb la formació feixista CasaPound.

## Estructura
La Lliga Nord es divideix en seccions nacionals, que agrupa les antigues lligues. Actualment la integren les lligues fundadores (Lliga Llombarda, Lliga Vèneta, Lliga Nord Piemont, Lliga Nord Ligúria, Lliga Nord Emília i Lliga Nord Toscana) i les fundades posteriorment, Lliga Nord Friuli-Venezia Giulia, Lliga Nord Trentino, Lliga Nord Sud Tirolo, Lliga Nord Vall d'Aosta, Lliga Nord Romanya, Lliga Nord Marche i Lliga Nord Úmbria.

### Guàrdia Nacional Padana

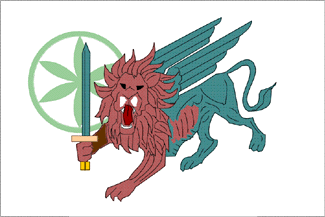
Bandera de la Guàrdia Nacional

La Guàrdia Nacional Padana és una organització depenent de la Lliga Nord a Itàlia que principalment s'encarrega de controlar les manifestacions.

## Corrents interns
Atès que la Lliga vol unir tots els ciutadans del nord a favor de l'autonomia i el federalisme, ha estat sempre més pragmàtica que ideològica i dintre seu té diversos corrents i agrupacions. La creació de grups i associacions amb el nom de Padània va ser una estratègia de la Lliga i d'Umberto Bossi per promoure i cimentar el nom i la imatge en l'imaginari col·lectiu. De corrents i grups hi ha els següents: 
- Socialdemòcrates i esquerra populista, fort a Llombardia, on hi ha el grup fundador. Umberto Bossi (ex Partit Comunista Italià), Roberto Maroni (ex Democràcia Proletària i Verds), el sindicalista Rosi Mauro i Matteo Speroni, defensen la justícia social i la petita i mitjana empresa.
- Liberals centristes, de caràcter centrista, forts al Vèneto: Giancarlo Giorgetti, Manuela dal Lago i altres
- Liberals llibertaris, més liberals i reformistes: Roberto Castelli, Rossana Boldi, Daniele Molgora (ex PLI)
- Cristians demòcrates, on destaquen els Cattolici Padani (catòlics padans) amb Giuseppe Leoni, soci fundador de la Lliga, com a cap visible.[4] S'han presentat a les eleccions a l'organisme secessionista de Lliga anomenat Parlament de Padània (1997),[5] així com a les eleccions parcials regionals de la Llombardia (1999),[6] i ha continuat vinculat a la lliga fins al punt de ser força influent l'any 2007, que s'ha interpretat en un context d'augment de la religiositat catòlica de la Lliga Nord.[7] Dintre del mateix corrent democristià també hi ha Andrea Gibelli i altres.
- Conservadors, els més a la dreta, com Mario Borghezio (Padania Cristiana, ex PDIUM i MSI), Matteo Braganti, forts a Vèneto i Llombardia, defensor de l'aliança amb Silvio Berlusconi
- Independentistes, com Carlo Speroni i Erminio Boso

El Sol dels Alps símbol celta usat per la Lliga com a bandera de Padània

## Història

### 1991 Federació de moviments autonomistes i federalistes del Nord
La Lliga Nord va néixer com a tal el 4 de desembre de 1989. Del 8 al 10 de febrer de 1991 va celebrar el seu Primer Congrés Federal a Pieve Emanuele, i s'hi van aplegar la Liga Veneta, Lliga Llombarda, Piemont Autonomista, Uniun Ligure, Alleanza Toscana-Lega Toscana, Lega Emiliano-Romagnola i alguns partits autonomistes d'altres regions. Va ser nomenat secretari federal Umberto Bossi. Immediatament assoliren força a les eleccions municipals de Milà. A les eleccions legislatives italianes de 1992 va obtenir el 8,6% a la Cambra i el 8,2% al Senat (55 diputats i 25 senadors).

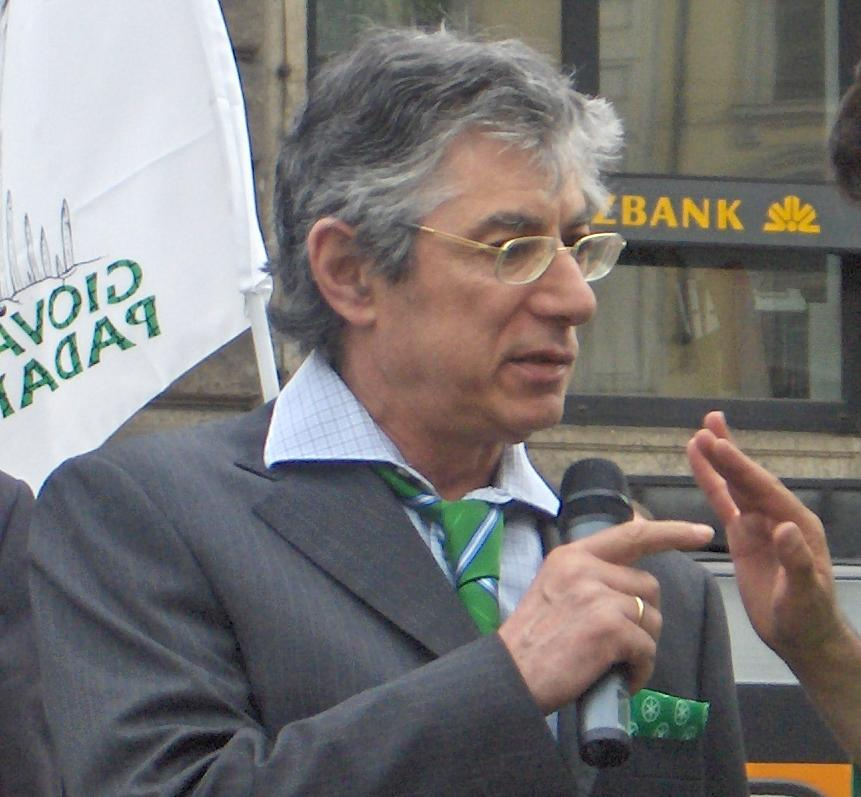
Umberto Bossi

A les legislatives de 1994 decidiren aliar-se amb Forza Italia de Silvio Berlusconi per a fer una coalició de centredreta, però hi ha tensions amb Alleanza Nazionale, de manera que el Pol de les Llibertats al nord presentava FI, CCD i Lliga, mentre el Pol del Bon Govern al sud presentava FI i AN. El Pol guanya les eleccions i Berlusconi forma govern. Aleshores l'Assemblea Federal de la Lliga de 6 de novembre de 1994 presenta un projecte de constitució que divideix Itàlia en 9 macroregions, però Berlusconi no accepta i aleshores li retira el suport al govern, cosa que provoca la seva caiguda.
A les legislatives de 1996 es presenta en solitari i obté el 10,4% i 87 parlamentaris (30% a Vèneto, 25% a Llombardia), però venç l'Ulivo de Romano Prodi. Aleshores radicalitza projecte i el 15 de setembre del 2006 anuncia la secessió del nord d'Itàlia, Padània, al nord del riu Po. Organitza una manifestació al llarg del riu Po, arria a Venècia la bandera italiana i fa hissar el Sol dels Alps i proclama la independència. Això provoca que alguns membres del partit,, com Vito Gnutti i Irene Pivetti, abandonin el partit. També hi ha aldarulls amb les forces d'ordre públic a Milà, on Roberto Maroni i Piergiorgio Martinelli foren condemnats el 9 de febrer de 2004 a 4 mesos i 20 dies, substituïda per una multa. Bossi al·legà immunitat del Parlament europeu i fou absolt el 22 de juny de 2007.

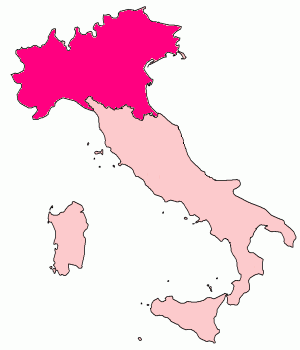
El territori de Padània segons la Lliga Nord

### Afluixa el projecte independentista
Bossi plantà batalla a la llei de delegacions (15 de març de 1997) i continuà la batalla per la independència amb la creació de les Camicie Verdi i un govern padà, però finalment s'arriba a un consens per a la federalització i reforma de la constitució italiana on s'esmenten expressament les competències exclusives de l'Estat i de les regions.
La tardor de 1998 es formaren moviments regionals autònoms, com la Lliga Véneta República, que va obtenir un senador el 2001, el Moviment Independentista Ligur el 2001, Autonomistes per Europa i el Front Independentista Llombardia de Max Ferrari (2006), ex-director de TelePadania.
Gradualment abandonà el projecte secessionista a favor d'un federalisme possibilista que l'apropà al centredreta de Forza Italia i AN. A les regionals del 2000 es va aliar amb el Pol de les Llibertats i va reprendre posicions. Això la va encoratjar a presentar-se a les legislatives de 2001 amb la Casa de les Llibertats amb FI. AN, CCD, CDU, Nou PSI i PRI. Això li dona el 3,9% dels vots i 47 diputats, així com l'entrada a l'executiu: Bossi és nomenat ministre de reformes, Roberto Catelli de Justícia, Maroni de Benestar i Roberto Calderoli vicepresident del Senat.
A les eleccions europees del 2004 i regionals del 2005 la Lliga recuperà bona part de la seva força amb el 5,1% i 5,6% a nivell nacional respectivament.

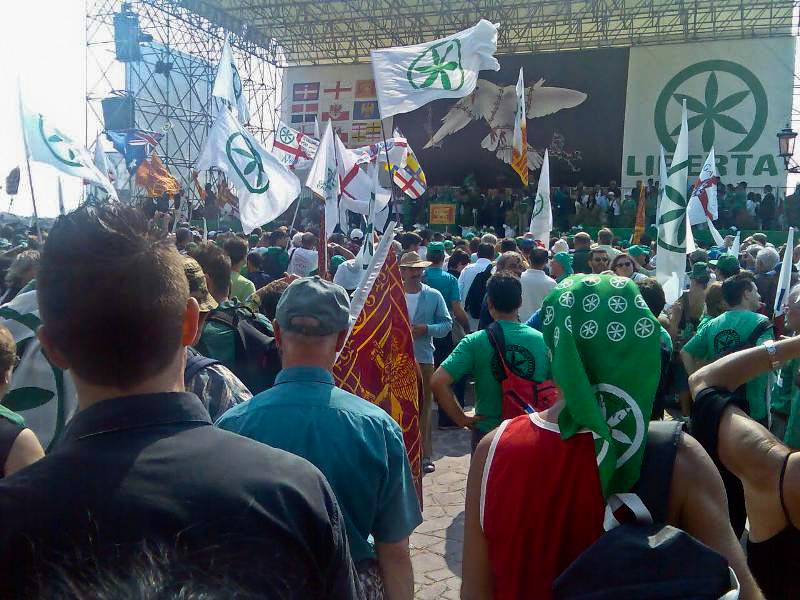
Militants de la Lliga en una manifestació a Venècia.

Per a les legislatives del 2006 arriba a un acord amb el MPA de Raffaele Lombardo, malgrat algunes diferències tàctiques entre ambdues formacions, perquè el MPA és crític amb el federalisme fiscal a favor exclusiu de les regions. A les legislatives del 2008 es presentà en coalició amb el MPA i el Poble de la Llibertat, però al Centre i Nord d'Itàlia es presenta amb el seu propi símbol. Així obté un 8,3% al Cambra i el 8,06% al Senat.
A les eleccions europees del 2009 té els seus millors resultats electorals traient més d'un 10% dels vots en tot l'Estat italià i obtenint 9 eurodiputats.
A les Eleccions regionals italianes del 2010 la Lliga Nord es presenta en una aliança amb el Poble de la Llibertat i obté els millors resultats percentuals de la seva història amb un 12,8% dels vots en el conjunt d'Itàlia (presentant-se només a les regions del Nord). A més, i també per primera vegada a la història obté dues presidències de regions, les del Vèneto i el Piemont.

## Resultats electorals
|                                   | Vots      | %         | Escons |     |
| Europees 1989                     | 636.242   | 1,8       | 2      |     |
| Legislatives 1992                 | Cambra    | 3.395.384 | 8,7    | 55  |
| Senat                             | 2.732.461 | 8,2       | 25     |     |
| Legislatives 1994                 | Cambra    | 3.235.248 | 8,4    | 117 |
| Senat                             | al PdL    | -         | 60     |     |
| Europees 1994                     | 2.162.586 | 6,6       | 6      |     |
| Legislatives 1996                 | Cambra    | 3.776.354 | 10,1   | 59  |
| Senat                             | 3.394.733 | 10,4      | 27     |     |
| Europees 1999                     | 1.391.595 | 4,5       | 4      |     |
| Legislatives 2001                 | Cambra    | 1.464.301 | 3,9    | 30  |
| Senat                             | a CdL     | -         | 17     |     |
| Europees 2004                     | 1.615.834 | 5,0       | 4      |     |
| Legislatives 2006 (lista LN-MPA)  | Cambra    | 1.747.730 | 4,6    | 26  |
| Senat                             | 1.530.667 | 4,5       | 14     |     |
| Legislatives 2008                 | Cambra    | 3.026.844 | 8,3    | 60  |
| Senat                             | 2.644.248 | 8,1       | 26     |     |
| Europees 2009                     | 3,126,915 | 10,2      | 9      |     |
| Eleccions regionals a Itàlia 2010 | 2.749.176 | 12,28     | 58     |     |
| Legislatives 2013                 | Cambra    | 1.390.156 | 4,08   | 18  |
| Senato                            | 1.328.555 | 4,33      | 18     |     |